# Toray Pan Pacific Open
Toray Pan Pacific Open — женский профессиональный международный теннисный турнир, проходящий осенью в Токио на хардовых кортах. Относится к серии WTA 500 с призовым фондом около 780 тысяч долларов и турнирной сеткой, рассчитанной на 28 участниц в одиночном разряде и 16 пар.

## История турнира
Турнир проводится с 1984 года. В 1993—2013 годах соревнование имело высший статус в регулярном календаре женского тура, но в 2014 году, потеряв часть спонсоров, организаторы вынуждены были добровольно снизить статус своего приза, продав прежнюю лицензию турнира новому соревнованию в Ухане, а самим выкупив место в календаре у соревнования младшей премьер серии в Карлсбаде.
Долгое время турнир проводился в зале Токийского дворца спорта на кортах с ковровым покрытием, но с 2008 года, при смене сроков проведения и расширении сетки турнира соревнование переехало на открытые корты Теннисный парк Ариакэ. Главная арена этого комплекса имеет раздвижную крышу, которую организаторы соревнования часто использует в периоды дождя в этом районе Токио.
В 2019 году турнир на один год был перенесён из Токио в Осаку. В 2020 и 2021 годах не проводился из-за пандемии коронавирусной инфекции, а с 2022 года вновь стал проводиться в Токио.
Победители и финалисты
Двум теннисисткам удавалось побеждать в Токио сразу по четыре раза. Линдсей Дэвенпорт и Мартина Хингис выиграли на пару все одиночные турниры между 1997 и 2003 годом. Единственной японкой, побеждавшей в этом разряде токийского турнира является Кимико Датэ, выигравшая соревнование 1995 года. Дважды финал одиночного разряда проходил по укороченной программе: в 1997 году Штеффи Граф не вышла на решающий матч, а 12 лет спустя Елена Янкович снялась после семи геймов.
Самыми титулованными теннисистками в истории парного разряда являются американка Лиза Реймонд и чешка Хелена Сукова, пять раз бравшие главный трофей соревнований. Лучшее выступление японок на домашнем турнире датируется 2008 годом, когда Ай Сугияма дошла до финала. Семь раз парное соревнование брали дуэты, составленные из теннисисток, представляющих одну страну. Четырежды в этой роли были представительницы США. Трижды финал разыгрывали два мононациональных дуэта.

## Финалы турнира
| Год                                                        | Чемпионка               | Финалистка              | Счёт              |
| ---------------------------------------------------------- | ----------------------- | ----------------------- | ----------------- |
| Токио                                                      |                         |                         |                   |
| 2024                                                       | Чжэн Циньвэнь           | София Кенин             | 7-6(5) 6-3        |
| 2023                                                       | Вероника Кудерметова    | Джессика Пегула         | 7-5 6-1           |
| 2022                                                       | Людмила Самсонова       | Чжэн Циньвэнь           | 7-5 7-5           |
| (2020—2021) Отменён из-за пандемии коронавирусной инфекции |                         |                         |                   |
| Осака                                                      |                         |                         |                   |
| 2019                                                       | Наоми Осака             | Анастасия Павлюченкова  | 6-2 6-3           |
| Токио                                                      |                         |                         |                   |
| 2018                                                       | Каролина Плишкова       | Наоми Осака             | 6-4 6-4           |
| 2017                                                       | Каролина Возняцки (3)   | Анастасия Павлюченкова  | 6-0 7-5           |
| 2016                                                       | Каролина Возняцки (2)   | Наоми Осака             | 7-5 6-3           |
| 2015                                                       | Агнешка Радваньская (2) | Белинда Бенчич          | 6-2 6-2           |
| 2014                                                       | Ана Иванович            | Каролина Возняцки       | 6-2 7-6(2)        |
| 2013                                                       | Петра Квитова           | Анжелика Кербер         | 6-2 0-6 6-3       |
| 2012                                                       | Надежда Петрова         | Агнешка Радваньская     | 6-0 1-6 6-3       |
| 2011                                                       | Агнешка Радваньская     | Вера Звонарёва          | 6-3 6-2           |
| 2010                                                       | Каролина Возняцки       | Елена Дементьева        | 1-6 6-2 6-3       |
| 2009                                                       | Мария Шарапова (2)      | Елена Янкович           | 5-2 — отказ       |
| 2008                                                       | Динара Сафина           | Светлана Кузнецова      | 6-1 6-3           |
| 2007                                                       | Мартина Хингис (5)      | Ана Иванович            | 6-4 6-2           |
| 2006                                                       | Елена Дементьева        | Мартина Хингис          | 6-2 6-0           |
| 2005                                                       | Мария Шарапова          | Линдсей Дэвенпорт       | 6-1 3-6 7-6(5)    |
| 2004                                                       | Линдсей Дэвенпорт (4)   | Магдалена Малеева       | 6-4 6-1           |
| 2003                                                       | Линдсей Дэвенпорт (3)   | Моника Селеш            | 6-7(6) 6-1 6-2    |
| 2002                                                       | Мартина Хингис (4)      | Моника Селеш            | 7-6(6) 4-6 6-3    |
| 2001                                                       | Линдсей Дэвенпорт (2)   | Мартина Хингис          | 6-7(4) 6-4 6-2    |
| 2000                                                       | Мартина Хингис (3)      | Сандрин Тестю           | 6-3 7-5           |
| 1999                                                       | Мартина Хингис (2)      | Аманда Кётцер           | 6-2 6-1           |
| 1998                                                       | Линдсей Дэвенпорт       | Мартина Хингис          | 6-3 6-3           |
| 1997                                                       | Мартина Хингис          | Штеффи Граф             | Без игры          |
| 1996                                                       | Ива Майоли              | Аранча Санчес Викарио   | 6-4 6-1           |
| 1995                                                       | Кимико Датэ             | Линдсей Дэвенпорт       | 6-1 6-2           |
| 1994                                                       | Штеффи Граф (3)         | Мартина Навратилова     | 6-2 6-4           |
| 1993                                                       | Мартина Навратилова (2) | Лариса Савченко-Нейланд | 6-2 6-2           |
| 1992                                                       | Габриэла Сабатини (3)   | Мартина Навратилова     | 6-2 4-6 6-2       |
| 1991                                                       | Габриэла Сабатини (2)   | Мартина Навратилова     | 2-6 6-2 6-4       |
| 1990                                                       | Штеффи Граф (2)         | Аранча Санчес Викарио   | 6-1 6-2           |
| 1989                                                       | Мартина Навратилова     | Лори Макнил             | 6-7(3) 6-3 7-6(5) |
| 1988                                                       | Пэм Шрайвер             | Хелена Сукова           | 7-5 6-1           |
| 1987                                                       | Габриэла Сабатини       | Мануэла Малеева         | 6-4 7-6(6)        |
| 1986                                                       | Штеффи Граф             | Мануэла Малеева         | 6-4 6-2           |
| 1985                                                       | Мануэла Малеева (2)     | Бонни Гадусек           | 7-6(2) 3-6 7-5    |
| 1984                                                       | Мануэла Малеева         | Клаудиа Коде-Кильш      | 3-6 6-4 6-4       |

| Год                                                        | Чемпионы                                   | Финалисты                                  | Счёт              |
| ---------------------------------------------------------- | ------------------------------------------ | ------------------------------------------ | ----------------- |
| 2024                                                       | Сюко Аояма Эри Ходзуми                     | Лаура Зигемунд Эна Сибахара                | 6-4 7-6(3)        |
| 2023                                                       | Ингрид Нил Ульрикке Эйкери                 | Макото Ниномия Эри Ходзуми                 | 3-6 7-5 [10-5]    |
| 2022                                                       | Габриэла Дабровски Гильяна Ольмос          | Николь Мелихар-Мартинес Эллен Перес        | 6-4 6-4           |
| (2020—2021) Отменён из-за пандемии коронавирусной инфекции |                                            |                                            |                   |
| 2019                                                       | Чжань Хаоцин Чжань Юнжань                  | Се Шувэй Се Шуин                           | 7-5 7-5           |
| 2018                                                       | Мию Като Макото Ниномия                    | Андреа Сестини Главачкова Барбора Стрыцова | 6-4 6-4           |
| 2017                                                       | Андрея Клепач Мария Хосе Мартинес Санчес   | Дарья Гаврилова Дарья Касаткина            | 6-3 6-2           |
| 2016                                                       | Саня Мирза (3) Барбора Стрыцова (2)        | Лян Чэнь Ян Чжаосюань                      | 6-1 6-1           |
| 2015                                                       | Гарбинье Мугуруса Карла Суарес Наварро     | Чжань Хаоцин Чжань Юнжань                  | 7-5 6-1           |
| 2014                                                       | Кара Блэк (3) Саня Мирза (2)               | Гарбинье Мугуруса Карла Суарес Наварро     | 6-2 7-5           |
| 2013                                                       | Кара Блэк (2) Саня Мирза                   | Лизель Хубер Чжань Хаоцин                  | 4-6 6-0 [11-9]    |
| 2012                                                       | Ракель Копс-Джонс Абигейл Спирс            | Анна-Лена Грёнефельд Квета Пешке           | 6-1 6-4           |
| 2011                                                       | Лиза Реймонд (5) Лизель Хубер              | Хисела Дулко Флавия Пеннетта               | 7-6(4) 0-6 [10-6] |
| 2010                                                       | Ивета Бенешова Барбора Заглавова-Стрыцова  | Шахар Пеер Пэн Шуай                        | 6-4 4-6 [10-8]    |
| 2009                                                       | Алиса Клейбанова Франческа Скьявоне        | Даниэла Гантухова Ай Сугияма               | 6-4 6-2           |
| 2008                                                       | Ваня Кинг Надежда Петрова                  | Лиза Реймонд Саманта Стосур                | 6-1 6-4           |
| 2007                                                       | Лиза Реймонд (4) Саманта Стосур (2)        | Ваня Кинг Ренне Стаббс                     | 7-6(6) 3-6 7-5    |
| 2006                                                       | Лиза Реймонд (3) Саманта Стосур            | Кара Блэк Ренне Стаббс                     | 6-2 6-1           |
| 2005                                                       | Жанетт Гусарова Елена Лиховцева            | Линдсей Дэвенпорт Корина Морариу           | 6-4 6-3           |
| 2004                                                       | Кара Блэк Ренне Стаббс (4)                 | Елена Лиховцева Магдалена Малеева          | 6-0 6-1           |
| 2003                                                       | Елена Бовина Ренне Стаббс (3)              | Линдсей Дэвенпорт Лиза Реймонд             | 6-3 6-4           |
| 2002                                                       | Лиза Реймонд (2) Ренне Стаббс (2)          | Роберта Винчи Элс Калленс                  | 6-1 6-1           |
| 2001                                                       | Лиза Реймонд Ренне Стаббс                  | Анна Курникова Ирода Туляганова            | 7-6(5) 2-6 7-6(6) |
| 2000                                                       | Мэри Пирс Мартина Хингис (2)               | Натали Тозья Александра Фусаи              | 6-4 6-1           |
| 1999                                                       | Линдсей Дэвенпорт (2) Наталья Зверева (4)  | Яна Новотна Мартина Хингис                 | 6-2 6-3           |
| 1998                                                       | Мирьяна Лучич Мартина Хингис               | Линдсей Дэвенпорт Наталья Зверева          | 7-5 6-4           |
| 1997                                                       | Линдсей Дэвенпорт Наталья Зверева (3)      | Джиджи Фернандес Мартина Хингис            | 6-4 6-3           |
| 1996                                                       | Наталья Зверева (2) Джиджи Фернандес (3)   | Мариан де Свардт Ирина Спырля              | 7-6(7) 6-3        |
| 1995                                                       | Наталья Зверева Джиджи Фернандес (2)       | Линдсей Дэвенпорт Ренне Стаббс             | 6-0 6-3           |
| 1994                                                       | Элизабет Сейерс-Смайли (3) Пэм Шрайвер (2) | Манон Боллеграф Мартина Навратилова        | 6-3 3-6 7-6(3)    |
| 1993                                                       | Мартина Навратилова Хелена Сукова (5)      | Лори Макнил Ренне Стаббс                   | 6-4 6-3           |
| 1992                                                       | Аранча Санчес Викарио Хелена Сукова (4)    | Мартина Навратилова Пэм Шрайвер            | 7-5 6-1           |
| 1991                                                       | Кэти Джордан Элизабет Сейерс-Смайли (2)    | Робин Уайт Мэри-Джо Фернандес              | 4-6 6-0 6-3       |
| 1990                                                       | Элизабет Сейерс-Смайли Джиджи Фернандес    | Рейчел МакКуиллан Джо-Энн Фолл             | 6-2 6-2           |
| 1989                                                       | Катрина Адамс Зина Гаррисон                | Клаудиа Коде-Кильш Мэри-Джо Фернандес      | 6-3 3-6 7-6(5)    |
| 1988                                                       | Хелена Сукова (3) Пэм Шрайвер              | Робин Уайт Джиджи Фернандес                | 4-6 6-2 7-6(5)    |
| 1987                                                       | Робин Уайт Энн Уайт                        | Катерина Малеева Мануэла Малеева           | 6-1 6-2           |
| 1986                                                       | Беттина Бунге Штеффи Граф                  | Катерина Малеева Мануэла Малеева           | 6-1 6-7(4) 6-2    |
| 1985                                                       | Клаудиа Коде-Кильш (2) Хелена Сукова (2)   | Марселла Мескер Элизабет Сейерс-Смайли     | 6-0 6-4           |
| 1984                                                       | Клаудиа Коде-Кильш Хелена Сукова           | Элизабет Сейерс Катрин Танвье              | 6-4 6-4           |